# Migdolus punctatus
Migdolus punctatus é uma espécie de coleóptero da tribo Anoplodermatini (Anoplodermatinae). Com distribuição restrita ao estado de São Paulo (Brasil).